# Patellapis tshibindica
Patellapis tshibindica är en biart som först beskrevs av Cockerell 1939.  Patellapis tshibindica ingår i släktet Patellapis och familjen vägbin. Inga underarter finns listade i Catalogue of Life.